# Rosskopf (Karwendel)
Rosskopf är en bergstopp i Österrike.   Den ligger i bergsområdet Karwendel i distriktet Schwaz och förbundslandet Tyrolen, i den västra delen av landet, 400 km väster om huvudstaden Wien. Toppen på Rosskopf är 1 486 meter över havet, eller 42 meter över den omgivande terrängen. Bredden vid basen är 0,30 km.
Närmaste större samhälle är Eben am Achensee, 18,9 km sydost om Rosskopf.